# Rudolf Henz
Rudolf Henz (Pseudonym: R. Miles; * 10. Mai 1897 in Göpfritz an der Wild (Niederösterreich); † 12. Februar 1987 in Wien) war ein österreichischer Schriftsteller und Programmdirektor des Österreichischen Rundfunks.

## Leben

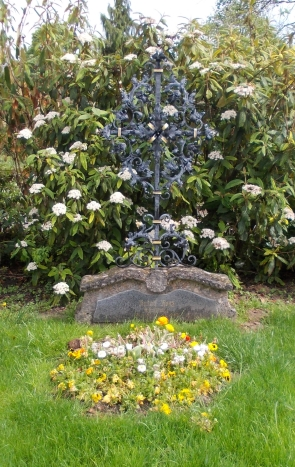
Grabstätte von Rudolf Henz

Rudolf Henz trat 1908 gemeinsam mit Jakob Kern in das Knabenseminar Hollabrunn ein und legte 1915 die Kriegsreifeprüfung am k. k. Staatsgymnasium Hollabrunn ab. Danach besuchte er die Kadettenschule an der theresianischen Militärakademie. Während des Ersten Weltkriegs war Henz im Rang eines Leutnants der Adjutant von Stephan Duić (1877–1934).
Nachdem er seinen Kriegsdienst geleistet hatte, studierte Henz an der Universität Wien die Fächer Germanistik und Kunstgeschichte. 1923 wurde er zum Dr. phil. promoviert.
In den kommenden Jahren arbeitete er in der katholischen Volksbildung. Im Jahr 1931 wurde er Direktor der wissenschaftlichen Abteilung der RAVAG und führte 1932 den Schulfunk ein.
Im Mai 1934 wurde Henz die Leitung des Kulturreferates der Vaterländischen Front (VF) übertragen. Nach der Ermordung des österreichischen Bundeskanzlers Engelbert Dollfuß im Zuge des gescheiterten Juliputsches 1934 verfasste Henz im Auftrag dessen Nachfolgers Kurt Schuschnigg den Text für eine Hymne Lied der Jugend der austrofaschistischen Bewegung mit dem Anfangsvers „Ihr Jungen schließt die Reihen gut“, die politisch gegen das Horst-Wessel-Lied eingesetzt wurde. Von 1934 bis 1938 gehörte er auch dem Bundeskulturrat an. Von Juli 1936 bis Oktober 1937 war er Bundesleiter des VF-Werkes Neues Leben.
Nach dem „Anschluss“ Österreichs an das Deutsche Reich verlor er 1938 seine Posten. Henz wurde freier Schriftsteller und verdiente nebenbei als Glasmaler etwas Geld. In den Jahren 1945 bis 1957 war er Programmdirektor des Österreichischen Rundfunks. Er gründete 1947 die Wiener und 1948 die österreichische Katholische Aktion. 1952 war er Präsident des österreichischen Katholikentages. Von 1950 bis 1952 gab er die Literaturzeitschrift Dichtung der Gegenwart, ab 1955 die Literaturzeitschrift Wort in der Zeit heraus. Von 1967 bis 1980 war Rudolf Henz Präsident des Österreichischen Kunstsenats.
Als sein Hauptwerk gilt das Vers-Epos Der Turm der Welt (1952), an dem er über viele Jahre hinweg arbeitete.
Er ruht in einem Ehrengrab auf dem Wiener Zentralfriedhof (Gruppe 33 G, Nummer 75).

## Auszeichnungen und Ehrungen
- 1935 Ritterkreuz des österreichischen Verdienstordens[4]
- 1953 Großer Österreichischer Staatspreis für Literatur
- 1954: Großes Ehrenzeichen für Verdienste um die Republik Österreich[5]
- 1956 Literaturpreis der Stadt Wien
- 1967 Ehrenring der Stadt Wien
- 1971 Österreichisches Ehrenzeichen für Wissenschaft und Kunst

## Werke

### Romane
- Die Gaukler. München 1932
- Dennoch Mensch, ein Roman von Krieg und Liebe. Salzburg 1935
- Der Kurier des Kaisers. Bonn 1941, Wien 1946
- Begegnung im September. München 1939, Wien 1949
- Ein Bauer greift an die Sterne, Bonn 1943. Reprint unter dem Titel Peter Anich, der Sternsucher, Wien 1946
- Der große Sturm. München 1943, Wien 1949
- Das Land der singenden Hügel. Wien 1954
- Die Nachzügler. Graz 1961

### Dramen
- Die Heimkehr der Erstgeborenen. Berlin 1934. Unter dem Titel Flucht in die Heimat. Wien 1946
- Kaiser Joseph II. Wien 1937
- Die Erlösung (Passionsspiel). Salzburg 1949
- Der Büßer. Wien 1950
- Die große Entscheidung. Wien 1954

### Spiele
- Das Wächterspiel. Berlin 1931
- Das Pfingstspiel. Wien 1946
- Das Spiel von der Geburt des Herrn. München 1947
- Die ungetreuen Pächter. München 1954
- Die große Lüge, Ananias und Saphira. Wien 1949, München 1950

### Lyrik
- Der Turm der Welt (Vers-Epos). Wien 1952
- Kleine Apokalypse. Lyrisches Pamphlet gegen Scharlatane und Anarchisten. Styria, Graz 1977, ISBN 3-222-10970-2.
- Dennochbrüder. Graz 1981
- Eine Ahnung von Ewigkeit. Ausgewählte Gedichte. Auswählt und mit einem Nachwort von Christian Teissl. Echter, Würzburg 2012, ISBN 978-3-429-03479-5.

### Autobiographie
- Fügung und Widerstand. Graz 1963